# El Paisnal
El Paisnal est un district de la municipalité de San Salvador Norte situé dans le département de San Salvador au Salvador. 

## Géographie
Le district s'étend sur 125,49 km2, à environ 30 km au nord de San Salvador, à une altitude moyenne de 320 m. Il est arrosé par le Lempa et par son affluent le Sucio.

## Histoire
El Paisnal est une municipalité avant le 1er mai 2024, date à laquelle elle est fusionnée avec Aguilares et Guazapa pour former San Salvador Norte, dont elle devient un district.

## Personnalité
- Rutilio Grande (1928-1977), prêtre catholique, né à El Paisnal, mort assassiné.